# Commentry (tổng)
Tổng Commentry là một tổng ở tỉnh Allier trong vùng Auvergne.

## Địa lý
Tổng này được tổ chức xung quanh Commentry thuộc quận Montluçon. Độ cao thay đổi từ 309 m (Malicorne) đến 553 m (Hyds) với độ cao trung bình 426 m.

## Hành chính
| Giai đoạn | Ủy viên         | Đảng | Tư cách                      |
| --------- | --------------- | ---- | ---------------------------- |
| 9         | Claude Riboulet | URB  |                              |
| 18        | Claude Riboulet | URB  | Phó thị trưởng của Commentry |

## Các đơn vị cấp dưới
Tổng Commentry gồm 4 xã với dân số là 8 689 người (điều tra năm 1999, dân số không tính trùng)
| Xã        | Dân số | Mã bưu chính | Mã insee |
| --------- | ------ | ------------ | -------- |
| Colombier | 312    | 3600         | 03081    |
| Commentry | 7 204  | 3600         | 03082    |
| Hyds      | 359    | 3600         | 03129    |
| Malicorne | 814    | 3600         | 03159    |

## Biến động dân số
| 1962                                                     | 1968   | 1975   | 1982   | 1990  | 1999  |
| -------------------------------------------------------- | ------ | ------ | ------ | ----- | ----- |
| 10 966                                                   | 11 355 | 11 269 | 10 455 | 9 567 | 8 689 |
| Nombre retenu à partir de 1962 : dân số không tính trùng |        |        |        |       |       |